# Vaccinium corymbosum
Pour les articles homonymes, voir Bleuet.
Myrtille arbustive, Grande Myrtille, Myrtille américaine, Bleuet à/en corymbes
Espèce
Classification phylogénétique
Vaccinium corymbosum, ou Vaccinium constablaei, est une espèce de plante à fleurs de la famille des Ericaceae, originaire d'Amérique du Nord. Elle est connue en français sous les noms de Myrtille arbustive, Grande Myrtille, Myrtille américaine, en Europe francophone et Bleuet en corymbes, Bleuet géant, Bleuet au Canada francophone.

## Aspect
C'est un arbuste.
De mai à juin, il se pare de petites clochettes blanches. Celles-ci donnent ensuite naissance à des baies comestibles d'un noir bleuté mais à la chair blanche — à la différence de la myrtille —, présentes jusqu'au début de l'automne.
L'arbuste atteint, selon les variétés, entre 1 et 2 m de hauteur, avec un port beaucoup plus érigé que le myrtillier européen. Les feuilles sont vert foncé, et deviennent rougeâtres à l'approche de l'hiver.

## Répartition
L'arbuste est présent sur la moitié est du Canada et des États-Unis, du Québec jusqu'au Texas ; ainsi que sur la côte ouest, en Colombie-Britannique et dans l'État de Washington. Il peut résister jusqu'à des températures de -30 °C, ce qui explique sa présence septentrionale, mais il n'est pas aussi résistant que l'espèce sauvage courante au Canada, Vaccinium angustifolium.

## Cultivars appréciés dans les jardins familiaux
- Vaccinium corymbosum 'Bluejay'
- Vaccinium corymbosum 'Jersey'
- Vaccinium corymbosum 'Patriot'
- Vaccinium corymbosum 'Duke'
- Vaccinium corymbosum 'Bluecrop'
- Vaccinium corymbosum 'Northland'
- Vaccinium corymbosum 'Dixi'
- Vaccinium corymbosum 'Goldtraube 71'